# Ivon De Bie
Ivon Karel De Bie (* 13. August 1914 in Molenbeek-Saint-Jean, Brüssel; † 1989 in Brüssel) war ein belgischer Jazzpianist und Bandleader, der unter anderem wegen seiner Duoaufnahmen mit Django Reinhardt in Erinnerung bleibt.

## Leben und Wirken
De Bie erhielt ab dem sechsten Lebensjahr für zehn Jahre Klavierunterricht. Um 1936 arbeitete er, zunächst noch als Amateur, bei Jimmy Turner, George Clais und mit den Blue Blythe Players. Er leitete ab 1938 eigene Formationen und spielte ab den 1940er Jahren in den Gruppen von Fud Candrix (mit dem erste Aufnahmen für Telefunken entstanden) sowie mit Jeff De Boeck und seiner Metro Band. 1942 erhielt er erstmals Gelegenheit für Aufnahmen unter eigenem Namen; in Quartettbesetzung (mit Andre Mersch, Gene Kempf und Jeff De Boeck) nahm er für das Label Metrophone auf. Am 16. April 1942 begleitete er Django Reinhardt (Geige und Gitarre) bei einer Session für das belgische Label Rhythme („Vous et moi“, „Distraction“, „Blues en Mineur“ und „Studio 24“). Weitere Aufnahmen entstanden in dieser Zeit mit Fud Candrix in Berlin sowie mit Hubert Rostaing in Brüssel. Wahrscheinlich mit Mitgliedern des Stan Brenders Orchestra nahm er 1942 mehrere Titel für das Label Olympia auf. Nach Kriegsende leitete er eine Bigband (Aufnahmen für Decca Records 1946) und spielte ferner mit Robert De Kers.
Ab den 1950er Jahren leitete Ivon De Bie das Orchester des Casinos von Middelkerke (Aufnahmen 1954) und spielte in Formationen von David Bee, u. a. in dessen Bands Brother Powell and His Dixie Rag-a-Jazz Band.und The Original Syncopators Gang. Ab 1957 arbeitete er als künstlerischer Leiter der belgischen Abteilung von RCA Victor. Letzte Aufnahmen entstanden 1983 mit dem BRT Jazzorkest O.L.V. unter Leitung von Etienne Verschueren. Im Bereich des Jazz war er zwischen 1941 und 1983 an 41 Aufnahmesessions beteiligt.
De Bie schrieb auch eine Reihe von Jazz-Kompositionen wie „Dixie Souvenir“, teils unter dem Pseudonym Don Bayo. Sein schnörkelloser Pianostil ist von Billy Kyle, Bob Zurke, Earl Hines und Art Tatum beeinflusst.

## Diskographische Hinweise
- Django Reinhardt: Two Is Company: Complete Studio Duets 1937–1942